# NGC 1009
NGC 1009 este o galaxie spirală situată în constelația Balena. A fost descoperită în 1 ianuarie 1886 de către Edward D. Swift⁠(d).